# 切尔诺贝利隔离区

切尔诺贝利周边辐射图（1996年来自中央情报局）

切尔诺贝利隔离区（羅馬化：Zona vidchuzhennia Chornobylskoi AES）是切尔诺贝利核事故现场周围的禁区:p.4–5:p.49f.3。通常也称为切尔诺贝利禁区（羅馬化：Chornobylska zona）、30公里禁区:p.2–5。
切尔诺贝利核事故發生後不久，苏联政府在事故現場30公里周圍劃設禁區，最初範圍僅為切尔诺贝利核电站方圓30 km（19 mi）內，禁區內所有人員必須撤離。此后禁區範圍不斷擴大，現今禁区面积约2,600 km2（1,000 sq mi）。
劃設禁区的目的是限制人員进入危险区域，减少放射污染的扩散以及开展放射和生态监测活动。如今，該禁区依舊是世界上放射性最高的地区之一。
2016年，烏克蘭當局在切尔诺贝利禁区設立自然保护区。
2019年7月10日，烏克蘭總統弗拉基米尔·泽连斯基取消之前禁止人員进入切尔诺贝利隔离区以及禁止拍摄照片和视频的禁令。
2020年4月，切尔诺贝利隔离区的林区发生火灾，波及100公顷林火，并导致辐射度增高16倍。烏克蘭当局出动140名消防队员、两架灭火飞机和一架直升机參與滅火。經調查，起火原因是人為失誤所致。
2022年俄羅斯全面入侵烏克蘭期間，隔離區曾一度被俄羅斯軍隊佔領。據報導稱有俄軍進入重度輻射污染的紅色森林，之後還在該地挖掘戰壕，最終大量俄軍士兵患上輻射疾病而被迫撤退。

### 新闻和出版物
- Wildlife defies Chernobyl radiation（页面存档备份，存于） - by BBC News, 20 April 2006
- Radioactive Wolves （页面存档备份，存于） - by PBS Documentary aired in the U.S. on Oct, 19 2011
- Inside the Forbidden Forests （页面存档备份，存于） 1993 The Guardian article about the zone
- The zone as a wildlife reserve（页面存档备份，存于）

### 来自禁區内部的照片
- ChernobylGallery.com （页面存档备份，存于） - Photographs of Chernobyl and Pripyat
- Lacourphotos.com （页面存档备份，存于） - Pripyat in Wintertime (Urban photos)
- Images from inside the Zone （页面存档备份，存于）